# 吳昌熾
吳昌熾（越南语：／；？—？）是越南十二使君時期的「使君」之一，吳朝君主天策王吳昌岌之子。當時，越南國內（當時領土相當於現今北部）長期群雄並起，吳昌熾的叔父南晉王吳昌文於965年死後，吳昌熾以吳使君（越南语：／）的身份據守平橋（有在今越南興安省或清化省等說法），其後被丁朝開創者丁部領所平定。

## 生平
吳昌熾是越南天策王吳昌岌於楊三哥篡位時，逃到南冊江（在今越南海陽省）後娶當地女子所生。965年，其叔南晉王吳昌文去世，次年起，吳昌熾據平橋（陳仲金說在今越南興安省，越共學術機關越南社會科學委員會則說在清化省肇山縣），稱吳使君，與各地群雄周旋。據中國學者郭振鐸、張笑梅的分析，吳昌熾雖是天策王之子，但王室之勢已不堪一擊，王權有名無實，各使君不肯從命。其後，吳昌熾及其他割據者均被丁部領「一舉平之」。

## 家庭
- 父母：父親吳昌岌在南冊江（在今越南海陽省）娶當地女子，生吳昌熾。[1]

## 外部連結
- （越南文）（中文）.   [2008-10-26]. （原始内容存档于2016-03-10）.
- （越南文）（中文）.   [2008-10-26]. （原始内容存档于2016-03-04）.
- （越南文） (PDF).   [2008-10-26]. （原始内容 (PDF)存档于2012-07-04）.

| 前任： 吳昌文 | 越南君主列表 為十二使君之一 | 繼任： 丁朝先皇帝 |